# Ooijen
Ooijen is een buurtschap in de gemeente Horst aan de Maas, in de Nederlandse provincie Limburg. Het hoort als gehucht bij het grotere dorp Broekhuizenvorst en is daarmee sinds januari 2001 deel van de gemeente Horst aan de Maas.
De eerste vermelding van Ooijen stamt uit 1396. Het was een tijd lang een eigen heerlijkheid. Ooijen is bekend om het kasteel Kasteel Ooijen, waar tegenwoordig ook de camping van is. Tot in de tweede helft van de zeventiende eeuw waren de bezitters van zowel de heerlijkheid als het huis leden van het geslacht Van Broeckhuysen.
Een van de schokkendste gebeurtenissen in de recente geschiedenis van Ooijen is de executie van 4 mannen, P. A. Vergeldt, P.J. van Bracht, G.M. Brouwer en E.K.L. Haffmans, en het in brand steken van een boerderij door de Duitse bezetter op 15 oktober 1944. In de historische Sint-Annakapel is een gedenkplaquette aangebracht dat herinnert aan het drama.
Meer recente gebeurtenissen in de geschiedenis van Ooijen zijn de overstromingen van de Maas in 1993 en 1995, waarbij Ooijen grotendeels blank kwam te staan en afgesloten was van de buitenwereld. En de grote uitslaande brand bij, de grootste werkgever van Ooijen, Oerlemans Food op 10 november 2004.
Verder is er een regionaal bekende visvijver de Gubbelsvijver. De huizen staan vooral gespreid over het grondgebied van de plaats in de Maasuiterwaarden. De plaats is agrarisch en kent naast een natuurgebied, de Galgenberg genaamd, ook diverse fiets- en wandelroutes.

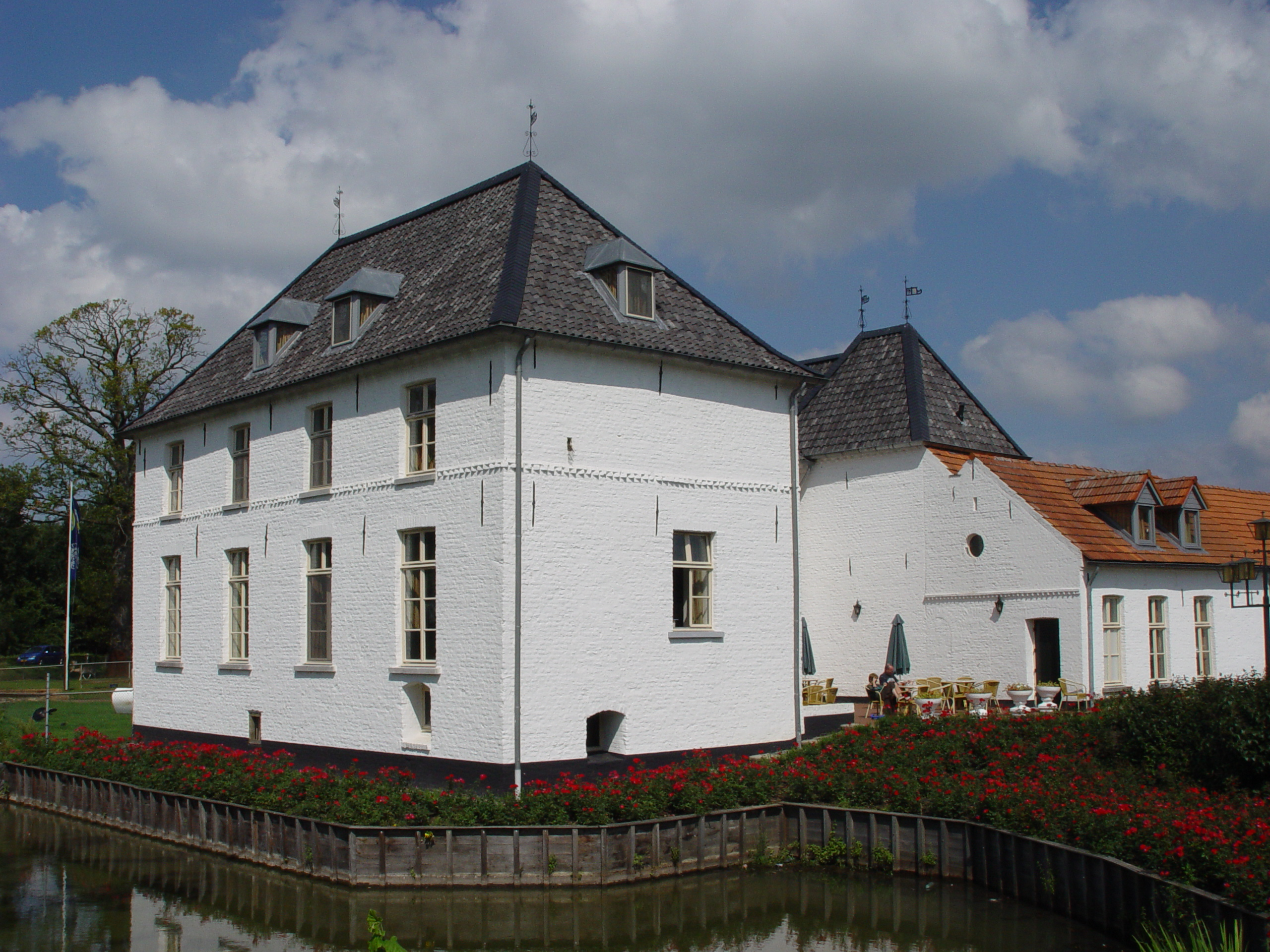
Kasteel Ooijen